# خالد أحمد الوصابي
خالد أحمد سعد الوصابي (و. 1973) هو سياسي يمني، ولد في محافظة ذمار، ويشغل منصب وزير التعليم العالي والبحث العلمي والتعليم الفني والتدريب المهني حاليا في حكومة معين منذ 18 ديسمبر 2020.

## المؤهلات العلمية
- أستاذ مشارك في الجيولوجيا تخصص (حفريات وطبقات) 2009 .[2]
- درجة الدكتوراة في الأحافير والطبقات – جامعة المنصورة (مصر)2004.[2]
- ماجستير في علم الأحافير الدقيقة – جامعة أسيوط (مصر) 2001.[2]

## أبرز المناصب التي تولاها
- نائب وزير التعليم العالي والبحث العلمي 2017 - 2020.[2]
- نائب رئيس جامعة تعز لشؤون الطلاب 2017.
- عميد كلية العلوم التطبيقية جامعة تعز 2013 - 2017.